# Casa Maria Raurell
La Casa Maria Raurell és un edifici del municipi de Vilafranca del Penedès (Alt Penedès) que forma part de l'Inventari del Patrimoni Arquitectònic de Catalunya. La construcció de la casa fou encarregada per Núria Raurell i Figueras a l'arquitecte Santiago Güell i Grau. La data del projecte, conservat a l'arxiu de l'Ajuntament de Vilafranca, és del 31 de gener de 1914 i va ser aprovat el 22 de febrer del mateix any.
És un edifici entre mitgeres i de tres crugies. Consta de semisoterrani, planta baixa, entresòl i dos pisos. La façana, de composició simètrica, presenta un coronament ondulat amb decoració floral, motiu que apareix també a les portes i baranes dels balcons i a la línia d'imposta del primer pis. Conjunt amb característiques del llenguatge modernista.